# Poedit
Poedit（旧称poEdit）は、言語ローカリゼーションのプロセスを支援するシェアウェアかつクロスプラットフォーム対応のgettextカタログ（.poファイル）エディタである.。WordPress開発者のThord Hedengrenによれば、Poeditはポータブル言語ファイルを編集するための「最も人気のあるプログラムの一つ」である。
PoeditはC++で書かれており、wxWidgetsのいくつかのサブクラスに依存しているが、GTKライブラリのウィジェットも利用している。